# Gervo
Gervo is een historisch Duits merk van motorfietsen.
De bedrijfsnaam was: Gerber & Vogt GmbH, Schildesche bei Bielefeld.
Gerber en Vogt bouwden 198cc-zijkleppers en 173cc-tweetakten met DKW-inbouwmotor.
De productie begon in 1924, net als bij honderden concurrenten die allemaal lichte, betaalbare motorfietsen begonnen te produceren. Ze hadden bij gebrek aan een dealernetwerk geen grote overlevingskans en in 1925 verdwenen binnen een jaar ruim 150 van deze kleine Duitse merken weer van de markt. Dat was ook het lot van Gervo.